# Vassil Evtimov
Vassil Iliev Evtimov (bulgarisch Васил Евтимов ; * 30. Mai 1977 in Sofia, Bulgarien) ist ein ehemaliger französisch-bulgarischer Basketballspieler, der in verschiedenen Ländern Europas gespielt hat.
Der größte Erfolg des zweimaligen EM-Teilnehmers, davon je einmal für seine Wahlheimat Frankreich und für sein Geburtsland Bulgarien, war der Gewinn des Saporta Cups mit Marousi Athen 2001. In der Bundesliga-Saison 2010/11 spielte Vasco Evtimov, wie er auch genannt wird, kurzzeitig auch in der deutschen Basketball-Bundesliga beim MBC aus Weißenfels. Dort erregte er besondere Aufmerksamkeit durch einen „Buzzer Beater“ aus 23 Metern. Nachdem sein Vertrag zum Jahreswechsel nicht verlängert worden war, kehrte er über die französische Liga nach Bulgarien zurück.

## College in den Vereinigten Staaten
Evtimov wuchs in Frankreich auf und war zunächst in seiner Jugend für französische Auswahlmannschaften aktiv. 1996 begann er ein Studium an der University of North Carolina in Chapel Hill in den Vereinigten Staaten. Die Universität ist berühmt für ihre Basketballmannschaft Tar Heels, welche bis 1997 von dem sehr erfolgreichen Coach und Mitglied der Hall of Fame, Dean Smith, trainiert wurde. Auch Evtimov war Spieler dieser Mannschaft in der NCAA Division I. 1997 wurde der Doppel-Staatsbürger zum bulgarischen Wehrdienst einberufen, den er jedoch beim französischen Militär leistete. Um sich für die französische Herren-Nationalmannschaft zu empfehlen, spielte Evtimov in der Saison 1997/98 in der französischen LNB Pro A für den Verein Élan Béarnais aus Pau, der in jener Saison französischer Meister wurde. Die Teilnahme in der französischen Meisterschaft verstieß jedoch gegen die Bestimmungen der NCAA, so dass er nach seiner Rückkehr ans College 1998 für mehrere Spiele suspendiert wurde. Im Anschluss beendete Evtimov sein Studium in den USA und spielte fortan als Profi in Europa.

## Profi in Europa
Seine erste Profi-Station war 1999 der Verein AO Dafni im griechischen Athen. In der folgenden Spielzeit wechselte er zum Lokalrivalen Marousi, mit dem er den von der FIBA Europa ausgespielten Saporta Cup, dem Nachfolgewettbewerb des Europapokals der Pokalsieger gewann. 2001 wechselte er zum ersten Mal zu Fortitudo Bologna in die italienische Serie A. Im März 2002 wechselte er während der laufenden Saison ins russische Perm zu Ural Great. Für beide Vereine war er in der vereinigten EuroLeague aktiv, welche nun offiziell der Nachfolgewettbewerb des Europapokals der Landesmeister war. Nach dem Ende der Saison 2001/2002 kehrte er nach Frankreich zurück und spielte in Villeurbanne für den französischen Meister ASVEL, welcher in der Saison 2002/03 den Titel jedoch nicht verteidigen konnte, sondern Evtimovs früherem Verein EB Pau-Orthez im Finale unterlegen war. Anschließend wechselte er in die spanische Liga ACB zu Caja San Fernando aus Sevilla. Erstmals blieb er mehr als eine Spielzeit bei einem Verein, doch auch die zweite Spielzeit in der Saison 2004/05 spielte er für den andalusischen Verein nicht zu Ende, sondern wechselte im Februar 2005 zurück nach Italien zu Lottomatica Rom. Während seiner Zeit in Rom wurden bei Evtimov Herzrhythmusstörungen festgestellt.
Nach dem Saisonende spielte er zunächst im slowenischen Ljubljana für den dortigen Spitzenverein und Serienmeister KK Union Olimpija, bevor er im Februar 2006 erneut nach Italien zu Upea Capo d’Orlando wechselte. In der folgenden Spielzeit spielte er wieder bei Fortitudo in Bologna, das diese Spielzeit unter dem Sponsorennamen Climamio bestritt und wurde im Februar 2007 als Spieler der Woche der Euroleague geehrt, wenngleich seine Mannschaft in der ersten Gruppenphase ausschied. Interessanterweise stand in jener Spielzeit sein sechs Jahre jüngerer Bruder Ilian Evtimov ausgerechnet beim Lokalrivalen und früher viel erfolgreicheren Verein Virtus Bologna unter Vertrag. Nach dem Ausscheiden Fortitudos in der Euroleague wechselte Vasco Evtimov noch im Februar 2007 in die spanische Liga ACB zurück, diesmal nach Valladolid. In der Saison 2006/07 noch knapp dem Abstieg entronnen, stieg CB Valladolid jedoch nach der Saison 2007/08 ab.
Anschließend war Evtimov zu Saisonbeginn 2008/09 kurzfristig in seiner Geburtsstadt Sofia für Lewski aktiv, bevor er im Dezember 2008 für vier Wochen von Trenkwalder Reggio Emilia aus Reggio nell’Emilia in der zweiten italienischen Liga LegADue verpflichtet wurde. Anschließend war Evtimov noch an der ukrainischen Schwarzmeerküste in Juschne tätig. Die Saison 2009/10 verbrachte er zunächst wieder in der griechischen Liga A1 Ethniki in Athen, diesmal bei Panionios. Während der Saison wechselte er zu Proteas AEL in Limassol auf Zypern, wo er erstmals mit seinem jüngeren Bruder Ilian zusammenspielte. Zur Bundesliga-Saison 2010/11 wechselte Vasco Evtimov schließlich zum Mitteldeutschen BC in die deutsche Bundesliga, in der sein Bruder für die Skyliners Frankfurt bereits von 2007 bis 2009 gespielt hatte. Nachdem sein Vertrag zum Jahreswechsel 2010/11 nicht verlängert worden war, wechselte für den Rest der Spielzeit in die erste französische Liga Pro A zum Fusionsklub Paris-Levallois Basket. Mit dem Verein verpasste er die Play-offs um die französische Meisterschaft und konnte den Klassenerhalt nur mit einem Sieg Vorsprung gegenüber dem ersten Absteiger aus Vichy sichern.
Zur Spielzeit 2011/12 kehrte Evtimov nach Bulgarien zu Lewski Sofia zurück. Nachdem man das Endspiel der Balkan International Basketball League knapp beim ausrichtenden israelischen Verein Hapoel Gilboa Galil verloren hatte, konnte man auch die Finalserie in der nationalen Meisterschaft gegen Lukoil Akademik nicht gewinnen und musste jeweils mit der Vizemeisterschaft vorliebnehmen. Für die folgende Spielzeit kehrte Evtimov nach Frankreich zurück und spielt für den Erstliga-Rückkehrer Cercle Saint-Pierre aus Limoges. Es folgten weitere Engagements für den französischen Zweitligisten BC Orchies und erneut für Lewski Sofia.
Im Oktober 2016 gab Evtimov das Ende seiner Spielerlaufbahn bekannt.

## Nationalmannschaft
Evtimov hat für seine Wahlheimat Frankreich an der Basketball-Europameisterschaft 2001 in der Türkei teilgenommen. Nach dem Gruppensieg verlor die französische Auswahl gegen die deutsche Nationalmannschaft im Viertelfinale und wurde am Ende Sechster hinter Russland. In der Folge wechselte der Doppel-Staatsbürger zum bulgarischen Verband und war für dessen Auswahl unter dem legendären israelischen Trainer Pini Gershon Teilnehmer der Basketball-Europameisterschaft 2009 in Polen. Doch auch die Erfahrung von Trainer Gershon und Spieler Evtimov änderte nichts an den drei Niederlagen und dem vorzeitigen Ausscheiden in der ersten Gruppenphase.

## Trainer
Nach dem Ende seiner Spielerzeit holte Evtimov an der University of North Carolina zunächst die Erlangung seines Hochschulabschlusses im Fach Kommunikationswissenschaft nach. 2020 trat er in Bulgarien das Traineramt bei BK Chernomorets Burgas an. Die Mannschaft führte er 2024 zum Gewinn des bulgarischen Pokalwettbewerbs. Zur Saison 2024/25 wechselte Evtimov zum Ligakonkurrenten Cherno More Warna. Im März 2025 wurde er auch mit dem Verein bulgarischer Pokalsieger.